# Ben Tune

a Compétitions nationales et continentales officielles uniquement.

b Matchs officiels uniquement.
Dernière mise à jour le 1er janvier 2008.
Benjamin Newman Tune dit « Ben Tune », né le 28 décembre 1976 à Brisbane, est un ancien joueur de rugby à XV australien évoluant principalement au poste d'ailier (1,85 m pour 96 kg).

## Carrière
Il a effectué son premier test match en juin 1996 contre l'équipe du pays de Galles. Tune dispute cinq matchs de la Coupe du monde de rugby 1999. Il s'illustre notamment lors de la finale gagnée face à la France en inscrivant le premier essai du match. 
Après avoir été blessé au genou pendant 18 mois, il va faire sa rentrée dans le Super 14 avec les Queensland Reds[Quand ?].

## Palmarès
- Vainqueur de la Coupe du monde en 1999
- Vainqueur du Tri-nations en 2000

## Statistiques

### En club
- 112 matchs de Super 12/14 avec les Queensland Reds
- 155 points (31 essais)[3]

### En équipe nationale
- 47 sélections (42 fois titulaire, 5 fois remplaçant)
- 120 points (24 essais)
- sélection par année : 6 en 1996, 12 en 1997, 7 en 1998, 11 en 1999, 3 en 2000, 2 en 2001, 5 en 2002, 1 en 2006

En coupe du monde :
- 1999 : Vainqueur, 5 sélections (Roumanie, Irlande, pays de Galles, Afrique du Sud, France)